# Setor privado
Denomina-se iniciativa privada o conjunto de atividades e organizações constituídas  sem participação do setor público. Embora seja um pilar da ordem econômica capitalista, nem sempre a iniciativa privada terá como finalidade o lucro, não se restringindo apenas a atividades econômicas.
Iniciativa Privada é a prática de qualquer atividade por pessoas não ligadas nem patrocinadas pelo governo. Há duas categorias de iniciativa mais comuns: as públicas (do governo) e a privada (dos demais, não ligados ao governo).
Um estudo feito em 2013 pela Corporação Financeira Internacional (parte do Banco Mundial), identificou que 90 porcento dos trabalhos em países em desenvolvimento são do setor privado.